# Артаксеркс II
Артаксеркс II Мнемон (дав.-перс. Артахшасса, що означає «Той, хто володіє праведним царством») — перський цар, правив у 404-359 до н. е., з династії Ахеменідів. Старший син Дарія II і цариці Парісатіди. До вступу на престол носив ім'я Арсак (Діон називає його Оарс). Через виняткову пам'ять греки прозвали його «пам'ятливий» (Мнемон).

## Повстання Кіра Молодшого
Після смерті Дарія обстановка усередині Перської держави ускладнилася у зв'язку з боротьбою за престол між Артаксерксом і його братом Кіром Молодшим. Кір формально не мав права на престол, але його підтримувала впливова група придворної знаті, включаючи царицю Парасатіду. Сатрап Карії Тіссаферн, на дочці якого був одружений Артаксеркс, прибув на коронацію і повідомив новому царю, що Кір Молодший готує змову. Артаксеркс велів схопити брата, і лише заступництво матері врятувало його від загибелі. Вдаючи, що він змирився зі своєю долею, Кір повернувся в Малу Азію, де він був намісником і під приводом боротьби з бунтівними пісідійцями почав набирати війська. Численні грецькі найманці, заохочені щедрими обіцянками, охоче йшли до нього на службу. Формально це було їх приватною справою, жодне незалежне від Персії грецьке місто не примкнуло до Кіра, але при великому впливі Спарти, такий одноразовий набір цілого війська не міг обійтися без її відома. Кір спочатку не розкривав своїх планів, і, тільки коли все було підготовлено, оголосив, що похід передбачається вглиб Перської держави.

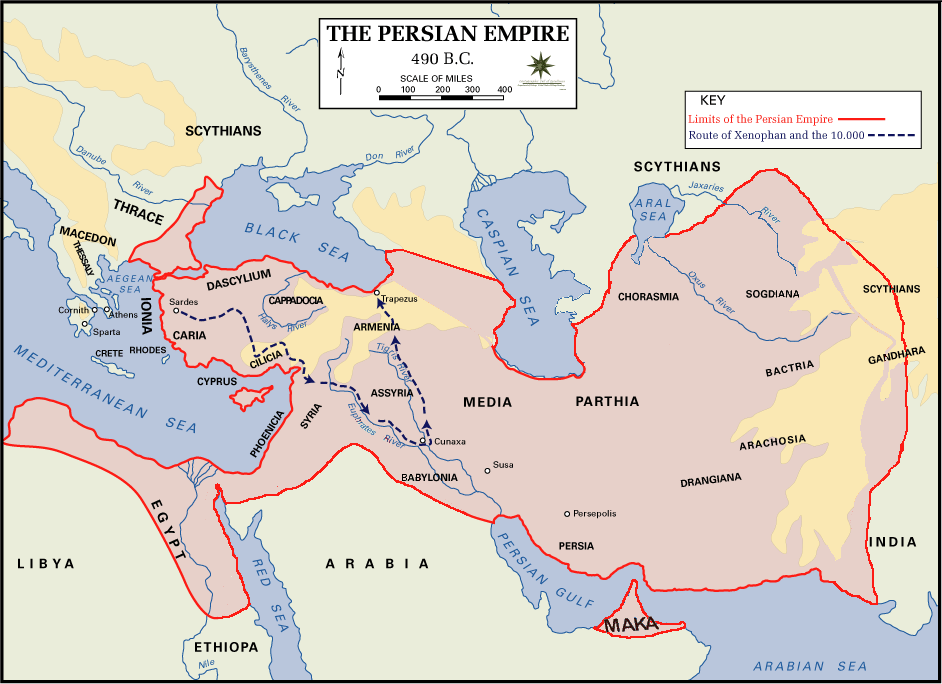
Рух армії Кіра Молодшого вглиб Персії і відступ греків до Чорного моря

Дізнавшись про збір такої значної армії, що явно перевищує необхідні для втихомирення пісідійців військові сили, Тіссаферн поспішив до царя та інформував його про ситуацію що склалася. Ранньою весною 401 року до н. е. велике військо Кіра, в числі якого перебували і 13 тисяч грецьких найманців (11000 гоплітів і майже 2000 пельтастів — легкоозброєних воїнів), під командуванням спартанського полководця Клеарха, виступило в похід. Серед найманців Кіра виявився афінянин Ксенофонт, майбутній історик, який, очевидно, вів щоденники під час походу і описав його згодом у творі «Анабазис». Військо Кіра супроводжував великий флот під командуванням спартанця Самія. Цар Кілікії Свінесія зайняв подвійну політику по відношенню до Кіру. Він дав йому багато грошей і в той же час послав одного зі своїх синів попередити Артаксеркса.
У цей час в Єгипті ширилося повстання проти персів під керівництвом Аміртея. У 401 до н. е. Аміртей захопив у свої руки і Верхній Єгипет, включаючи Елефантину. Начальник перських військ в Сирії Аброком зібрав велику армію, щоб кинути її проти єгиптян. Однак у зв'язку з виступом Кіра Молодшого цю армію спішно довелося перекинути на допомогу Артаксерксу і Аміртей, отримавши перепочинок, переніс військові дії навіть на територію Сирії.
Тим часом Кір продовжував наступати на схід. В Іссі до нього прибуло 35 кораблів з Пелопоннесу та 25 з Ефеса, якими командував єгиптянин Тамос, один з друзів перського царевича. До війська Кіра приєдналися також 400 еллінських гоплітів, які відпали від Аброкома і кілька сотень найманців прибули з Греції. Аброком зі своєю армією відступив назустріч з головними силами царя. 3 вересня 401 до н. е. відбулася вирішальна битва між Кіром Молодшим і Артаксерксом в містечку Кунаксі в 90 км від Вавилона. У цій битві Кір загинув, пронизаний зброєносцями Артаксеркса, якого він прагнув будь-що вбити.
Перемога, здобута на тому фланзі армії Кіра, де стояли греки, втратила всякий сенс. Коли поширилася звістка про загибель Кіра, грецькі найманці спробували запропонувати свої послуги переможцю. Тіссаферн заманив Клеарха з його стратегами і лохагами (молодші командири) нібито на переговори, де лохаги були перебиті, а стратеги заарештовані; пізніше їх відвели до царя та відрубали голови. Лише одному лохагу, пораненому в живіт, вдалося пробратися до своїх і розповісти про те, що трапилося. Греки опинилися в чужій країні, серед ворожого оточення, без командирів. Але були обрані нові командири і, переслідувані по п'ятах перської армією, греки рушили в зворотний шлях. Після довгих поневірянь і злиднів вони вийшли в березні 400 до н. е. до південного узбережжя Чорного моря, до міста Синопа. З 13 тисяч учасників походу повернулося 8600. За свою подвійну політику був покараний і цар Кілікії Свінесій, який був позбавлений сану царя, а його країна була перетворена на рядову сатрапію.

## Війна Персії та Спарти
Після поразки Кіра Молодшого Спарта була втягнута у військовий конфлікт з Персією, яка почала каральні дії проти грецьких міст Малої Азії (які перебували під заступництвом Спарти) за їх сприяння Кіру. 400 року до н. е. Спарта послала в Ефес 5000 воїнів під командуванням Фіброна. Однак настільки нечисленне військо не було здатне до активних дій і прагнуло лише до захисту грецьких міст Малої Азії від персів.
У 397 до н. е. почалася відкрита війна між Спартою і Персією. У Малу Азію для керівництва військовими діями прибув спартанський цар Агесілай II. Хоча через свою малу чисельність лакедемонське військо вело військові дії мляво, Тіссаферн почав терпіти невдачі і тому навесні 396 до н .е. уклав з Агесілаєм перемир'я на три місяці. Користуючись тимчасовим перепочинком, Тіссаферн запросив допомогу у царя. Одночасно він як командувач всіма перськими військами в Малій Азії зажадав допомоги у Фарнабаза.
У 396 до н. е. Тіссаферн, отримавши додаткове військо, відновив війну. Одночасно Агесілай, армія якого тепер налічувала понад 20 тисяч осіб, відрядив на Геллеспонт для ведення військових дій Лисандра, який залучив на сторону Спарти могутнього перса Спітрідата, підпорядкованого Фарнабаза, разом з 200 вершниками і скарбницею, що знаходилася в його розпорядженні. Він зрадив персам тому, що Фарнабаз залишив у себе його доньку наложницею, порушивши свою обіцянку одружитися з нею, оскільки сподівався укласти шлюб з донькою царя.
Зробивши вигляд, що збирається напасти на Карію, де знаходилася резиденція Тіссаферна, і де останній зосередив свої основні сили, Агесілай несподівано вторгся у Фригію, і пограбував там багато міст. Навесні 395 до н. е., поки головні сили Тіссаферна були в Карії, Агесілай напав на перську кінноту поблизу Сард і розгромив її. Ці несподівані набіги завдали великої шкоди персам. Через кілька днів прибула перська кіннота та винищила чимало греків зайнятих грабежами.

## Афінянин Конон на службі у персів
Військові дії йшли з перемінним успіхом, поки до них не включився афінський стратег Конон, який зумів після битви при Егоспотамах врятувати кілька афінських трієр і відвести їх на Кіпр. За порадою Конона перси вирішили шукати перемогу не на суші, а на морі. На чолі 40 кораблів побудованих на гроші персів, Конон очистив деякі міста Малої Азії від спартанських гарнізонів. На початку 396 до н. е. Конон попрямував до південних кордонів Карії. Збільшивши там свій флот удвічі, він напав на Родос і змусив лакедемонців покинути острів. Потім Конону вдалося захопити великий транспорт із зерном, посланий дружнім лакедемонянам єгипетським фараоном Неферітом I до Спарти. Біля Родосу на допомогу Конону прибули 80 фінікійських і киликийских кораблів. Однак Конон більше не отримав грошей для ведення війни, а його прохання, адресовані Тіссаферну, залишалися без відповіді. Тоді Конон особисто відправився в Сузи, до царя зі скаргою на Тіссаферна. В Сузах він був тепло прийнятий царицею Парісатідою. Завдяки старанням Парісатиди, яка була зла на Тіссаферна, вважаючи його головним винуватцем в загибелі свого сина Кіра Молодшого, і тому всіляко налаштовувала Артаксеркса проти Тіссаферна, цар вирішив, що Тіссаферн веде подвійну гру з метою зрадити перські інтереси Спарті, та в 395 до н. е. засудив до смерті цього видатного дипломата і полководця. Виконання вироку було доручено Тіфравству та Арією, які хитрістю заманили Тіссаферна в пастку та відрубали йому голову. Арією в нагороду за свої послуги отримав Карію, а Тіфравств зайняв місце Тіссаферна. Тіфравств видав Конону на військові потреби з майна Тіссаферна 200 талантів срібла.

## Коринфська війна
Восени 395 до н. е. Агесілай II дав спокій володінню Тіфравства і почав спустошувати володіння Фарнабаза. До лакедемонян приєднався і князь Пафлагонії Отіс, який збунтувався проти перського царя. У цей час у Персії Парісатіда отруїла дружину царя Статір. Оточення царя, зайняте інтригами, мало приділяло уваги війні в Малій Азії, і перси зазнавали однієї невдачі за іншою. Це спонукало Тіфравства стати на випробуваний шлях дипломатії підкупу. У Грецію був посланий родосець Тімократ, забезпечений 30 тисячами золотих даріків, для підкупу видних політичних діячів, щоб вони переконали своїх співгромадян виступити проти Спарти. Була створена антиспартанська коаліція, куди увійшли не тільки давні противники Спарти — Афіни, Аргос, але й колишні її союзники — Фіви та Коринф. Почалася так звана Коринфська війна (395—387). Союзник Спарти Єгипет не надавав лакедемонянам ніякої допомоги.
10 серпня 394 до н. е. об'єднаний греко-перський флот з 90 кіпрських, родоських і афінських кораблів під командуванням Конона і Фарнабаза при Кніді, на узбережжі Малої Азії отримав рішучу перемогу над спартанським флотом, на чолі якого стояв Пісандр. З 85 спартанських трієр 45 було потоплено, а 40 разом з 500 членами екіпажу взято у полон. Під час битви загинув і сам Пісандр. Вимушена воювати на два фронти і, вважаючи більш важливими для себе позиції в Балканській Греції, Спарта відкликала Агесілая зі Сходу (394 до н. е.). У 391 до н. е. перси під командуванням сатрапа Іонії Струфа розгромили військо Фіброна, при цьому останній загинув у бою.

## Анталкідів мир
На привезені Кононом 10 тисяч дариків, отримані від персів, в Афінах були відновлені Довгі стіни, зруйновані спартанцями в 404 до н. е. Під командуванням талановитого афінського полководця Іфікрата було здобуто ряд перемог над спартанцями. Однак Персія, яка виявилася тимчасово в одному таборі з противниками Спарти, зовсім не зацікавлена була у відродженні морської могутності Афін, тим більше, що вони підтримували сепаратистський рух на Кіпрі. Персії було вигідно зберігати відому рівновагу в Греції, не дозволяючи надмірно посилюватися жодній державі, особливо з сильним флотом. Тому, задовольнившись деяким ослабленням Спарти, перський уряд нав'язав воюючим сторонам мир. Він був продиктований представникам Греції в Сузах і отримав назву «царського» або «Анталкідова» (по імені спартанського представника) миру (387 до н. е.).
Умовами «царського» миру визнавалася верховна влада Персії над грецькими містами Малої Азії та Кіпром. Це було серйозною поступкою з боку Спарти. Всім іншим грецьким державам гарантувалася автономія. Заборонялося утворення спілок, але існуючий у той час Пелопоннесський союз зберігався. Ця умова була явно спрямована проти Афін. Як компенсацію Афіни отримали острови Лемнос, Імброс і Скірос, вже взяті до того часу Кононом і які не мали великого економічного і політичного значення, але важливі як стоянки для торговельних суден, що проходили через Геллеспонт. Таким чином, Артаксеркс II за допомогою золота здобув над греками перемогу, якої до нього Дарій I і Ксеркс не змогли досягнути силою зброї.

## Війна з Єгиптом і Кіпром
У 380-х до н. е. проти Персії виступила коаліція, до якої входили афіняни, єгипетський фараон Ахоріс, цар Кіпру Евагор, місто Барка у Лівії, а також бунтівні племена пісідійців в Малій Азії та араби Палестини. У 385—383 до н. е. перси проводили військові дії проти Ахоріса. Проте спроба підкорити Єгипет виявилася приреченою на невдачу. Навпаки, Ахоріс почав розширювати свою територію, підтримуючи заколотників проти перського царя в Фінікії та Кілікії. Він навіть встановив свій контроль над Тіром і за допомогою флоту з 90 трієр захопив східну частину Середземного моря. Тоді перси обрушили основні сили проти головного союзника Ахоріса Евагора, який був господарем майже всього Кіпру, і мав у своєму розпорядженні сильний флот і сухопутну армію. Крім щедрої допомоги з Єгипту, Евагор також отримав грошову підтримку від Гекатомна, який задумав створити в Карії незалежну державу. 381 року до н. е. біля міста Кітій сталася морська битва. Хоча на початку ініціатива була на боці Евагора, але перси завдяки своєму чисельній перевазі здобули перемогу. Евагору довелося відступити до Саламіну і зміцнитися там. У 380 до н. е. після безуспішних спроб взяти Саламін персами, був укладений договір Евагором з перським головнокомандувачем, зятем царя Оронтом, згідно з яким Евагор зобов'язався платити податки, але не як слуга Артаксеркса, а як підвладний йому цар. Артаксеркс вважав, що війна, на яку було витрачено 15 тисяч талантів, не досягла мети, і Оронт впав у немилість.
У 373 до н. е. значна перська армія, підкріплена сильним флотом, під начальством Фарнабаза виступила проти Єгипту. Армія фараона перегородила персам шлях близько сильного укріпленого Пелусія. Але Фарнабаз обійшов зміцнення на кораблях і висадився в Мендеському руслі, де перси захопили фортецю Мендес. Але замість того, щоб розвинути досягнуті успіхи, перська армія зайнялася мародерством і грабежами. Фараон Нектанеб I скористався цим і сильно зміцнив Мемфіс і дороги що вели до нього. В окремих сутичках єгиптяни навіть часто залишалися переможцями. До того ж, тим часом на Нілі почався повінь і Фарнабазу нічого не залишалося, як вивести армію з Єгипту.

## Похід проти кадусіїв
До 370-х до н. е. слід віднести війну персів проти племені кадусіїв на Кавказі. Зібравши величезну армію цар сам виступив проти них. Вторгшись в їх землю, гористу, туманну і дику, що не родить ніякого хліба, але живлячу своїх войовничих і непокірних мешканців грушами, яблуками та іншими подібними плодами, він непомітно для себе потрапив у дуже важке і небезпечне становище: ані дістати продовольство на місці, ані підвезти ззовні було неможливо, так що харчувалися тільки м'ясом в'ючних тварин і за ослячу голову охоче давали 60 драхм (тобто 330 г срібла). Коней залишилося зовсім небагато — інших забили і з'їли.
Спас в ту пору і царя, і його військо Тірібаз. У кадусіїв було два царі і ось Тірібаз, змовившись з Артаксерксом, до одного відправився сам, а до іншого направив свого сина. Там вони взялися обманно навіювати обом Кадус, ніби кожен з них намагається укласти сепаратний мир з Артаксерксом потай від іншого. А отже, єдино розумний крок — попередити події і вступити в переговори першим. Купившись на цей прийом обидва царя поспішили укласти мир з Артаксерксом. Тут вдарили морози і цар змушений був повернути назад, зазнавши важких втрат в людях і втративши майже всіх коней
Під час царювання Артаксеркса II незалежність отримали також кардухи, тібарени, колхи та деякі інші племена.

## Велике повстання сатрапів
Навесні того ж 373 до н. е. повстав намісник ряду областей Каппадокії Датам. У 367 до н. е. його підтримав сатрап Фригії Аріобарзан. На боці Датама таємно виступили династ Карії Мавсол, сатрап Вірменії Оронт I та деякі інші намісники в Малій Азії. Лідійський сатрап Автофрадат, який залишився вірним Артаксерксу, отримавши наказ придушити заколот, вторгся в Каппадокію, але був відтиснутий військами Датама. Аріобарзан і Датам зібрали значну армію і звернулися за допомогою до Афін і Спарти. Спарта прислала царя Агесілая II з найманцями, а Афіни 30 військових кораблів і 8000 найманців на чолі з воєначальником Тимофієм. Заколот розширився і охопив навіть фінікійські міста, а вірний цареві Автофрадат виявився абсолютно ізольованим і волів перейти на бік ворога. До заколотників перекинувся навіть зять Артаксеркса, сатрап Іонії Оронт. Коаліцію ворогів перського царя підтримували також пісідійці та лікійці. Таким чином, вся Мала Азія і деякі прилеглі області перебували у стані війни з Персією. Проте цілі заколотників були егоїстичні, і кожен з них готовий був вступити в переговори з перським царем на вигідних для себе умовах, зрадивши своїх союзників.
У 363 до н. е. Оронт, який повинен був очолити військо, призначене для вторгнення в Сирію, перейшов на бік Артаксеркса і передав йому тих заколотників, які знаходилися у нього. Слідом за Оронтом на бік царя перейшов й Автофрадат. Нарешті в 360 до н. е. Аріобарзан був зраджений своїм сином Мітридатом і страчений. Царським дипломатам вдалося також підняти військо Датама проти нього самого, і він був убитий. Таким чином, незважаючи на посилену допомогу повстанцям єгипетського фараона Тахоса, з Великим повстанням сатрапів було покінчено (359 до н. е.). Лише один Мавсол в Карії залишився безкарним, оскільки він відкрито ні в одному заколоті не брав участь, хоча і не пропускав нагоди розширити свої володіння, і виношував плани стати абсолютно незалежним государем. Йому, зокрема, вдалося захопити острів Родос. У тому ж 359 до н. е. фараон Тахос, успішно ведучий наступальну війну в Сирії, був повалений своїм родичем Нектанебом II з престолу. Таким чином, була ліквідована загроза Персії і з боку Єгипту.

## Кінець царювання і смерть Артаксеркса
Незважаючи на ці успіхи, держава Ахеменідів ставала все більш нестійкою. До кінця царювання Артаксеркса багато племен, що жили у важкодоступних місцях, починаючи від Аравії, і закінчуючи Середньою Азією, вже не корилися йому і не платили податей. До того ж часу Хорезм, Согдіана і сакські племена з підданих перського царя стали його союзниками. Неспокійно було і всередині царської сім'ї. Старший син Артаксеркса Дарій очолив змову проти батька, але вона була розкрита через зраду одного євнуха. Дарій разом з усіма своїми синами (крім одного) був страчений. А середній син Аріасп, запідозрений не без допомоги свого молодшого брата Оха (згодом цар Артаксеркс III) у змові зі змовниками, покінчив життя самогубством. Артаксеркс II не любив Оха і, бажаючи позбавити його надії на престол, призначив своїм спадкоємцем Арсама (Аршама), побічного сина від однієї з наложниць. Але незабаром за намовою Оха Арсам був убитий одним персом. Таким чином, Оху вдалося усунути всіх претендентів на престол, після чого він був оголошений спадкоємцем царя.
Артаксеркс помер у грудні 359 до н. е. у віці 86 років. Правив він 45 років (правда, Діодор і Євсевій Кесарійський помічають, що його правління тривало 40 років). Від своїх 336 дружин і наложниць він мав 150 синів.
Ім'я Артаксеркса було популярним в давнину. Про це говорить і те, що Плутарх включив його біографію в свої знамениті «Порівняльні життєписи», та історичні анекдоти про нього.
- Під час поїздки по країні, коли всі навперебій підносили Артаксерксу дорогі подарунки, один бідний селянин зачерпнув обома жменями води і простягнув цареві. Артаксеркс був так радий цьому щирому подарунку, що велів подарувати селянину золоту чашу.

- Лаконцу Евкліду, який був з ним занадто зухвалий, Артаксеркс відповів: — Ти можеш що завгодно говорити, але я-то можу не тільки говорити, але й робити те, що кажу.

- Одного разу на полюванні Артаксеркс розірвав верхній царський одяг. Один із придворних запропонував йому надіти іншу, а розірвану попросив віддати йому. — Візьми, — сказав Артаксеркс, подаючи йому плаща, — але не здумай носити.

## В астрономії
На честь правителя названо астероїд 7212 Артаксеркс.